# Club Deportivo Honduras Progreso
El Club Deportivo Honduras Progreso es un club de fútbol de El Progreso, departamento de Yoro, Honduras. Fue fundado en 1965 y actualmente disputa la Liga de Ascenso de Honduras, a la que descendió en 2023, disputando una final por el no descenso contra el Club Deportivo Real Sociedad.

## Historia

### Club Deportivo Honduras
El club fue fundado en 1965 con el nombre de Club Deportivo Honduras y es uno de los clubes fundadores de la Liga. Estaban en la máxima categoría hasta 1970, donde fueron relegados a la segunda división y poco después se disolvieron.

### Club Deportivo Honduras Progreso
En 2011 es refundado el Club Deportivo Honduras Progreso, gracias al préstamo de la categoría en Segunda División del Real España, pero el plantel fue formado por jugadores netamente de El Progreso, que oscilaban entre las edades de 16 y 30 años de edad. El primer partido del Honduras Progreso fue el 13 de agosto de 2011 ante el Atlético Municipal de Santa Cruz de Yojoa, por el Apertura 2011 de la Liga de Ascenso de Honduras.
En 2013, el exportero Wilmer Cruz se convirtió en el director técnico del club y en el Torneo Apertura 2013 obtuvo el título de la Liga de Ascenso de Honduras al vencer por un marcador global de 5-4 al Atlético Choloma. Haber obtenido el Apertura 2013 le valió al club poder jugar la Supercopa Diez Apertura 2013 ante Real España, equipo al que venció por 2-1, el 4 de enero de 2014 con anotaciones de Bryan Johnson y Franklin Morales; Gerson Rodas anotó para Real España.
Tras haber ganado el Apertura 2013, Honduras Progreso se vio obligado a defender su título y así conseguir el ascenso a la Liga Nacional de Honduras. En el Clausura 2014 Honduras Progreso llegó nuevamente a la final en donde se enfrentaría al Juticalpa Fútbol Club. El partido de ida se llevó a cabo en Juticalpa y los locales se llevaron la victoria por 2-1. Luego en El Progreso, la historia sería diferente ya que Honduras Progreso goleó 4-0 al Juticalpa F.C., lo cual llevó al equipo a conseguir el ascenso directo a la primera división.
En su regreso a la Máxima categoría del fútbol hondureño, el 2 de agosto de 2014, el Honduras Progreso debutó ganándole de visita al Olimpia por 2-0, con anotaciones de Aly Arriola y Ángel Tejeda. Aunque el 18 de julio de 2014 había jugado ante ese mismo rival un partido importante que fue televisado (por motivo de la Supercopa), el cual terminó empatado 1-1. Tras finalizado el Apertura 2014, el equipo progreseño acabó en la cuarta posición de la tabla general con veintiocho puntos, ganándose así el derecho a jugar la liguilla final, donde en los repechajes fueron eliminados por Real Sociedad.[cita requerida]
Tras un magnífico torneo, el Honduras Progreso tuvo un torneo desastroso. Luego de 10 jornadas el técnico Wilmer Cruz es despedido tras haber ganado y empatado solamente en dos ocasiones. Para sustituirlo llegaría el entrenador Héctor Castellón, quien dirigiría las sobrantes 8 jornadas, empatando un partido y ganando 3, terminando en la octava posición con 18 puntos y en la sexta en la tabla acumulada; con 46 de los dos torneos salvádolos de una pelea por el descenso la asombrosa actuación en el Apertura 2014.[cita requerida]
En el Torneo Apertura 2015 tuvo su mejor desempeño en la Liga Nacional de Honduras, al finalizar en la primera posición de la tabla de posiciones con 36 puntos. En las semifinales se enfrentó al Club Deportivo Vida logrando avanzar con marcador global de 1-0. En la gran final le tocó enfrentarse al segundo lugar del torneo: Motagua. En el partido de ida en el Estadio Nacional de Tegucigalpa empataron 3-3, mientras que en la vuelta se dio otro empate, pero de 1-1 (global 4-4). Esto conllevó a que el partido se definiera por tiempos extra y posteriormente penales. En la tanda de penales, Honduras Progreso ganó por 4- 1, y de esa manera, se coronó campeón de la Liga Nacional de Honduras por primera vez en su historia.[cita requerida]

## Estadio
El Honduras Progreso juega de local en el Estadio Humberto Micheletti de la ciudad de El Progreso. El estadio tiene una capacidad para 5.000 espectadores.

## Escudo
Tras lograr su primera liga en la primera división de Honduras, el Honduras Progreso modificó su escudo, agregándole la estrella que normalmente colocan muchos clubes al alcanzar su campeonato.[cita requerida]
Ella aparece en la parte superior del escudo progreseño que es acompañada dentro del mismo, por dos estrellas de un tamaño más pequeño que representan los dos títulos que el equipo ha alcanzado en segunda división para lograr su ascenso a la primera división de la Liga Nacional de Honduras en el 2014.[cita requerida]

## Uniforme
- Uniforme titular: Camiseta azul marino, short blanco y medias azul marino.
- Uniforme alternativo: Camiseta blanca, short azul y medias blancas.

### Indumentaria y patrocinadores
|  |

| Período     | Proveedor |
| ----------- | --------- |
| 2011        | Joma      |
| 2012 - 2013 | Adidas    |
| 2014        | Nike      |
| 2014 2017   | Puma      |
| 2018        | Nike      |
| 2018        | Puma      |
| 2019        | Umbro     |
| 2019        | Puma      |
| 2020        | Joma      |
| 2020 2021   | Puma      |
| 2021        | Nike      |
| 2022 -      | Huriver   |

|  |

| Período     | Patrocinador                                |
| ----------- | ------------------------------------------- |
| 2011        | Sin patrocinador                            |
| 2012 - 2013 | Sin patrocinador                            |
| 2014        | Autorepuestos Cavi Supermercado La Antorcha |
| 2014 -      | Banco de Occidente Manteca y Aceite Clavel  |

## Datos del club
Actualizado al 11 de julio de 2014
Estadísticas del Club Deportivo Honduras Progreso
- Puesto histórico: 11º
- Torneos en 1ª: 14 torneos
- Torneos en 2ª: 6 torneos
- Mejor puesto en Liga Nacional: 1º (Apertura 2015)
- Peor puesto en Liga Nacional: 10° (Apertura 2017, Clausura 2019, Apertura 2019, Clausura 2020)
- Jugador con más partidos disputados: Juan Ángel Delgado (204)
- Jugador con más goles anotados: Ángel Tejeda (37)
- Asistencia media: 4,000 espectadores
- Primera título de 1ª: Apertura 2015

## Jugadores

### Plantilla 2023
- Los equipos hondureños están limitados a tener en la plantilla un máximo de cuatro jugadores extranjeros.

### Altas Apertura 2023
| Altas   |          |             |      |
| Jugador | Posición | Procedencia | Tipo |

### Bajas Apertura 2023
| Bajas             |               |             |                 |
| Jugador           | Posición      | Destino     | Tipo            |
| Luis Garrido      | Mediocampista | Victoria    | Traspaso        |
| Tomás Sorto       | Mediocampista | Marathón    | Traspaso        |
| Dixon Ramírez     | Defensa       | Real España | Fin de contrato |
| Dabirson Castillo | Defensa       | Victoria    | Traspaso        |

### Jugadores internacionales
Nota: en negrita jugadores parte de la última convocatoria en la correspondiente categoría.
| Selección                           | Categoría | # | Jugador(es)                                |
| ----------------------------------- | --------- | - | ------------------------------------------ |
| Honduras                            | Absoluta  | 3 | Luis Garrido, Ilce Barahona, Rafael Zúniga |
| Honduras                            | Sub-20    | 1 | José Quiroz                                |
| Colombia                            | Sub-23    | 1 | Deivy Balanta                              |
| Datos actualizados a enero de 2023. |           |   |                                            |

### Máximos goleadores y más partidos jugados
| Máximos goleadores                     | Máximos goleadores | Máximos goleadores | Máximos goleadores | Máximos goleadores |
| #                                      | Jugador            | Goles              | Partidos           | Promedio           |
| -------------------------------------- | ------------------ | ------------------ | ------------------ | ------------------ |
| 1.                                     | Ángel Tejeda       | 37                 | 88                 | 0.42               |
| 2.                                     | Franklyn Morales   | 20                 | 169                | 0.12               |
| 3.                                     | Frelys López       | 18                 | 79                 | 0.23               |
| 4.                                     | Carlos Sánchez     | 18                 | 119                | 0.15               |
| 5.                                     | Yerson Gutiérrez   | 16                 | 45                 | 0.36               |
| 6.                                     | Pablo Mencía       | 16                 | 111                | 0.14               |
| 7.                                     | Jerrel Britto      | 15                 | 50                 | 0.3                |
| 8.                                     | Fredixon Elvir     | 15                 | 76                 | 0.2                |
| 9.                                     | Rafael Agámez      | 12                 | 36                 | 0.33               |
| 10.                                    | Jorge Zaldívar     | 12                 | 66                 | 0.18               |
| Actualizado al 14 de noviembre de 2020 |                    |                    |                    |                    |

| Más partidos disputados            | Más partidos disputados | Más partidos disputados | Más partidos disputados |
| #                                  | Jugador                 | Período                 | Partidos                |
| ---------------------------------- | ----------------------- | ----------------------- | ----------------------- |
| 1.                                 | Juan Ángel Delgado      | 2012-2020               | 204                     |
| 2.                                 | Franklyn Morales        | 2011-                   | 169                     |
| 3.                                 | Jorge Cardona           | 2013-2018/2019-2020     | 154                     |
| 4.                                 | Carlos Sánchez          | 2012-2014/2015-2018     | 119                     |
| 5.                                 | Pablo Mencía            | 2014-2018/2019-2020     | 111                     |
| 6.                                 | Pastor Martínez         | 2014-2018               | 111                     |
| 7.                                 | Mariano Acevedo         | 2015-2018               | 106                     |
| 8.                                 | Roy Smith               | 2016-2018/2019          | 101                     |
| 9.                                 | Ángel Tejeda            | 2014-2016               | 88                      |
| 10.                                | Edwin León              | 2014-2016/2017-2018     | 81                      |
| Actualizado al 11 de abril de 2021 |                         |                         |                         |

## Entrenadores
| Entrenador               | Período     |
| ------------------------ | ----------- |
| Tulio Castellanos        | 2011-2012   |
| Allan Bennett            | 2012        |
| Gilberto Machado         | 2012-2013   |
| Wilmer Cruz              | 2013-2015   |
| Héctor Castellón         | 2015-2017   |
| Wilmer Cruz              | 2017        |
| Nerlin Membreño          | 2017        |
| Horacio Londoño          | 2018        |
| Mauro Reyes              | 2018        |
| Hernán García            | 2019        |
| Reynaldo Clavasquín      | 2019        |
| Luis Alvarado (interino) | 2019        |
| Horacio Londoño          | 2019        |
| Ovidio Fúnez (interino)  | 2019        |
| Héctor Castellón         | 2020        |
| Julio Rodríguez          | 2020        |
| Mauro Reyes              | 2020        |
| David Fúnez (interino)   | 2020        |
| Fernando Araújo          | 2021        |
| Jhon Jairo López         | 2021-2023   |
| Raul Musuruana           | 2023 - 2025 |
| Reinerio Márquez         | 2025 - Act. |

## Palmarés

### Títulos nacionales
- Liga de Ascenso de Honduras (2): Apertura 2013 y Clausura 2014.
- Liga Nacional de Honduras (1): 2015 (Apertura).

### Títulos amistosos
- Supercopa Diez (2): A. 2013, A. 2015.
- Subcampeón de la Supercopa Diez (1): C. 2014.[7]